# Shī hún
Pour les articles homonymes, voir Soul (homonymie).
Pour plus de détails, voir Fiche technique et Distribution.
Shī hún (失魂) est un film taïwanais réalisé par Chung Mong-hong, sorti en 2013.

## Fiche technique
- Titre original : 失魂, Shī hún (litt. « Âme perdue »)
- Réalisation, scénario  et photographie : Chung Mong-hong
- Costumes : Hsu Li-wen
- Montage : Lo Shih-ching
- Musique : Tseng Seu-ming
- Pays d'origine : Taïwan
- Format : Couleurs - 35 mm - 2,35:1 - Dolby Digital
- Genre : drame, thriller
- Durée : 111 minutes
- Date de sortie :
  - Taïwan : 28 juin 2013

## Distribution
- Chang Hsiao-chuan : A-chuan
- Jimmy Wang Yu : Wang
- Chen Shiang-chyi : Yun
- Leon Dai : beau-fils
- Lin Na-Dou : collègue de A-Chuan
- King Shih-Chieh : messager
- Vincent Liang : Little Wu